# Porto San Giorgio
Porto San Giorgio ist eine italienische Gemeinde (comune) mit 15.615 Einwohnern (Stand 31. Dezember 2023) in der Provinz Fermo in den Marken. Die Gemeinde liegt direkt am Adriatischen Meer. Hier fließt der Ete Vivo in das Meer. Der Ort selbst liegt etwa 5 Kilometer östlich von Fermo.

## Geschichte
Bereits Plinius der Ältere erwähnte den Ort Navale Firmanorum.

## Verkehr
Porto San Giorgio ist an das Schienennetz mit einem Bahnhof an der Bahnstrecke von Ancona nach Pescara angeschlossen. Die früher bestehende Verbindung nach Amandola über eine Schmalspurbahn wurde bereits 1956 geschlossen.
Durch das Gemeindegebiet führt die Autostrada A14 und die Strada Statale 16 Adriatica.

## Gemeindepartnerschaften
Porto San Giorgio unterhält eine inneritalienische Partnerschaft mit der Gemeinde Gessopalena in der Provinz Chieti sowie zwei weitere mit der kroatischen Stadt Biograd na Moru in der Gespanschaft Zadar und der oberösterreichischen Gemeinde Bad Ischl.

## Söhne und Töchter der Gemeinde
- Tommaso Salvadori (1835–1923), Ornithologe
- Mario Moretti (* 1946), Ex-Terrorist (Rote Brigaden)